# رباط رحمي رئيسي
الرباط الرحمي الرئيسي أو (رباط ماكنرود)  أو رباط عنق الرحم الوجشي أو رباط عنق الرحم المستعرض   هو الرباط الرئيسي لعنق الرحم. يقع الرباط الرئيسيي الرحمي عند قاعدة الرباط الرحمي العريض. يوجد زوجان من الأربطة الرحمية الرئيسية في جسم أنثى الإنسان.
يربط هذا الرباط عنق الرحم بالجدار الوحشي للحوض عن طريق ارتباطه باللفافة السدادية والعضلة السدادية الغائرة. كما يكمل خارج الحوض بنسيج ليفي يغلف أوعية الحوض. ومن هنا تقع أهميته في تقوية الرحم.

## الأهمية الطبية
تتمثل أهمية الرباط الرحمي الرئيسي في عمليات استئصال الرحم، وذلك بسبب قربه من الحالب، والذي يمكن أن يتضرر أثناء ربط الرباط.